# Coupe de France féminine de volley-ball
Cet article traite de la compétition féminine. Pour la compétition masculine, voir Coupe de France masculine de volley-ball.
Ne doit pas être confondu avec la Coupe de France féminine amateur.
Pour les articles homonymes, voir Coupe de France.
La Coupe de France féminine de volley-ball est une compétition de volley-ball à élimination directe, organisée annuellement par la Fédération française de volley (FFVolley). Fondée en 1985, elle est réservée uniquement aux clubs professionnels qui lui sont affiliés.
Le Racing Club de Cannes est le club le plus titré dans l'histoire de la compétition avec vingt victoires. Le Volley Mulhouse Alsace est l'actuel tenant du titre en 2025.

## Histoire
La compétition naît lors de la saison 1985-1986. La première finale, disputée à Colmar le 31 mai 1986, voit la victoire du CSM Clamart par 3 sets à 1 (15-2, 15-8, 12-15, 15-13) sur le VGA Saint-Maur.
Le Racing Club de Cannes remporte de manière consécutive la compétition entre 1996 et 2001 puis entre 2003 et 2014, devenant ainsi le club le plus titré.

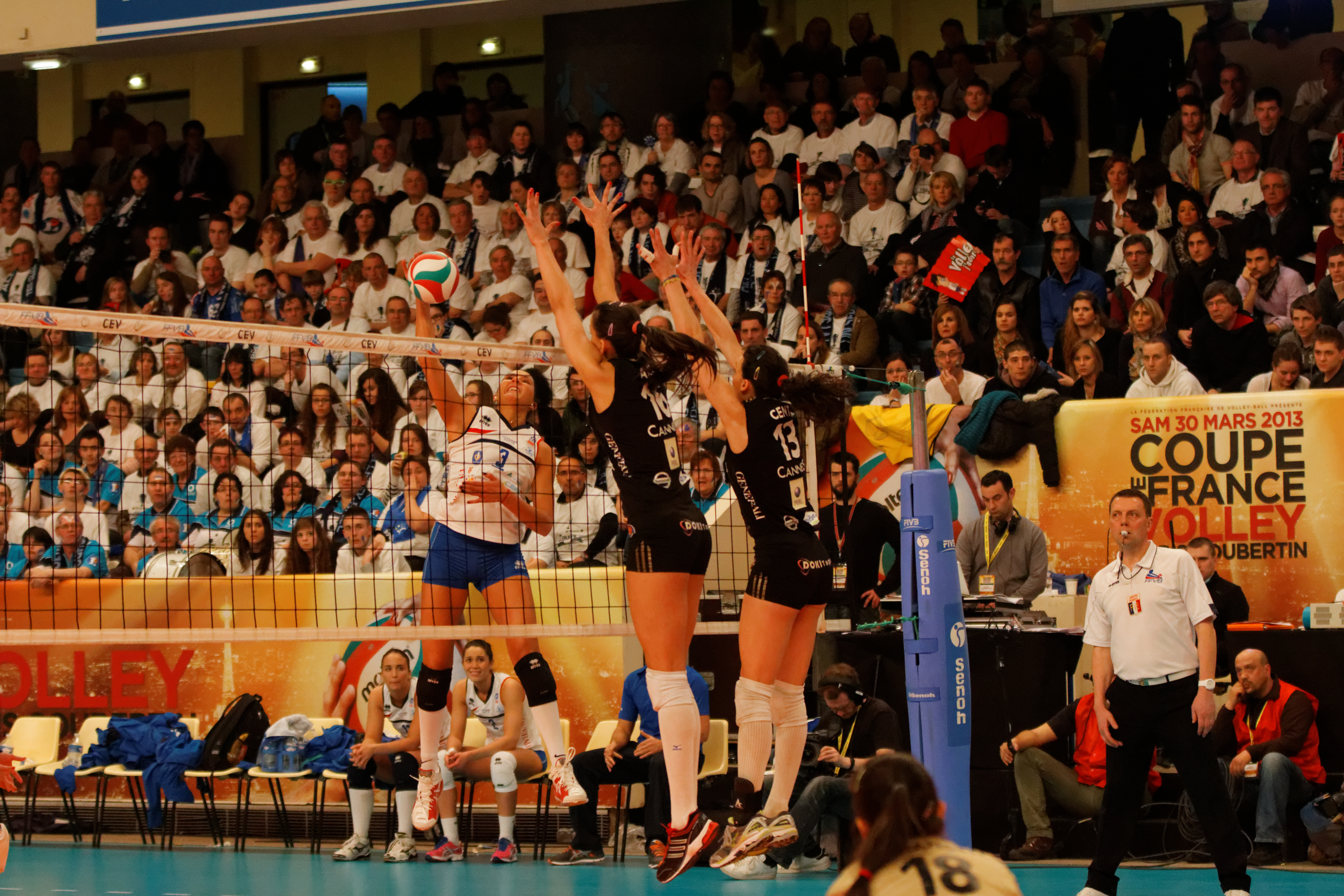
Finale de l'édition 2013 entre le RC Cannes et le SES Calais au Stade Pierre-de-Coubertin à Paris.

L'édition 2019-2020, suspendue mi-mars, annulée (après les quarts de finale) courant avril, en raison de la pandémie de Covid-19 est finalement jouée les 19 et 20 septembre 2020. La Finale à quatre a lieu au palais des Victoires, à Cannes, où le Pays d'Aix Venelles s'impose en finale par 3 sets à 0 (25-22, 25-18, 25-20) face au Volero Le Cannet, obtenant par la même occasion sa seconde victoire dans l'épreuve après 2017. La saison suivante se dispute sous le même format au palais des sports de Mulhouse, voyant l'équipe locale s'imposée sur le score de 3 sets à 0 (25-20, 25-19, 25-17) face au club de Istres PV,. 
Le 2 avril 2022, le Volero Le Cannet remporte son premier titre en Coupe de France de son histoire après son net succès en finale, par 3 set à 1 (25-12, 25-19, 19-25, 25-23) face au RC Cannes,.
Le 1er avril 2023, et après deux défaites en finale en 2017 et 2018. le Béziers Volley remporte la première Coupe de France de son histoire face au RC Cannes sur le score de 3 sets à 2 (25-22, 21-25, 25-17, 15-25, 15-10). Le club cannois perdant au tie-break une seconde finale de rang au terme d'une rencontre très disputé se déroulant à la Halle Georges-Carpentier à Paris.
Après trois finales perdues en 2014, 2016 et 2019, Nantes remporte l'épreuve pour la première fois à l'occasion de l'édition 2024, en s'imposant en 3 sets (25-19, 25-18, 25-20) en finale face au Volley Mulhouse Alsace.

## Palmarès

### Palmarès par édition
| Édition              | Année | Vainqueur              | Score de la finale                      | Finaliste              | Lieu de la finale                   |
| -------------------- | ----- | ---------------------- | --------------------------------------- | ---------------------- | ----------------------------------- |
| 1re                  | 1986  | CSM Clamart            | 3-1 (15-2, 15-8, 12-15, 15-13)          | VGA Saint-Maur         | Colmar                              |
| 2e                   | 1987  | CSM Clamart            | (x-x)                                   | RC France              | Poitiers                            |
| 3e                   | 1988  | RC France              | 3-0 (15-8, 15-3, 15-12)                 | RC Cannes              | Nîmes                               |
| Non disputée en 1989 |       |                        |                                         |                        |                                     |
| 4e                   | 1990  | RC France              | (x-x)                                   | Courrières Sport       |                                     |
| 5e                   | 1991  | VBC Riom               | 3-2 (12-15, 15-10, 15-8, 11-15, 15-7)   | RC France              | Paris                               |
| 6e                   | 1992  | RC France              | 3-2 (11-15, 15-7, 6-15, 16-14, 17-15)   | VBC Riom               |                                     |
| 7e                   | 1993  | RC France              | (x-x)                                   | VBC Riom               |                                     |
| 8e                   | 1994  | SES Calais             | 3-1 (15-17, 15-12, 15-5, 15-1)          | RC Cannes              | Villebon-sur-Yvette                 |
| 9e                   | 1995  | VBC Riom               | (x-x)                                   | RC Cannes              |                                     |
| 10e                  | 1996  | RC Cannes              | 3-2 (15-11, 6-15, 9-15)                 | VBC Riom               | Paris                               |
| 11e                  | 1997  | RC Cannes              | 3-2 (16-14, 7-15, 15-6, 12-15, 15-8)    | VBC Riom               | Paris                               |
| 12e                  | 1998  | RC Cannes              | 3-0 (15-4, 15-12, 15-12)                | VBC Riom               | Limoges                             |
| 13e                  | 1999  | RC Cannes              | 3-2                                     | CSM Clamart            | Paris                               |
| 14e                  | 2000  | RC Cannes              | 3-0 (25-15, 25-21, 25-15)               | ASPTT Mulhouse         | Paris                               |
| 15e                  | 2001  | RC Cannes              | 3-0 (25-17, 25-17, 25-18)               | USSP Albi              | Paris                               |
| 16e                  | 2002  | RC Villebon 91         | 3-1 (25-18, 25-18, 19-25, 25-18)        | RC Cannes              | Poitiers                            |
| 17e                  | 2003  | RC Cannes              | 3-0 (25-20, 25-21, 25-19)               | USSP Albi              | Paris                               |
| 18e                  | 2004  | RC Cannes              | 3-0 (25-20, 25-14, 25-19)               | RC Villebon 91         | Riom                                |
| 19e                  | 2005  | RC Cannes              | 3-0 (25-14, 25-22, 25-12)               | Melun La Rochette      | Cannes                              |
| 20e                  | 2006  | RC Cannes              | 3-0 (25-13, 25-12, 25-14)               | USSP Albi              | Vandœuvre-lès-Nancy                 |
| 21e                  | 2007  | RC Cannes              | 3-1 (25-19, 25-15, 23-25, 25-15)        | Melun La Rochette      | Auxerre                             |
| 22e                  | 2008  | RC Cannes              | 3-1 (25-12, 18-25, 25-15, 31-29)        | ES Le Cannet           | Cannes                              |
| 23e                  | 2009  | RC Cannes              | 3-0 (25-14, 25-12, 25-17)               | ASPTT Mulhouse         | Vandœuvre-lès-Nancy                 |
| 24e                  | 2010  | RC Cannes              | 3-1 (20-25, 25-20, 25-15, 25-16)        | ASPTT Mulhouse         | Paris                               |
| 25e                  | 2011  | RC Cannes              | 3-0 (25-19, 25-15, 25-21)               | ES Le Cannet           | Paris                               |
| 26e                  | 2012  | RC Cannes              | 3-0 (25-20, 25-16, 25-18)               | ASPTT Mulhouse         | Paris                               |
| 27e                  | 2013  | RC Cannes              | 3-1 (24-26, 25-15, 25-20, 25-21)        | SES Calais             | Paris, Stade Pierre-de-Coubertin    |
| 28e                  | 2014  | RC Cannes              | 3-0 (25-14, 25-16, 25-15)               | VB Nantes              | Paris                               |
| 29e                  | 2015  | ES Le Cannet           | 3-1 (25-21, 25-22, 19-25, 25-12)        | RC Cannes              | Paris                               |
| 30e                  | 2016  | RC Cannes              | 3-1 (25-17, 23-25, 25-17, 26-24)        | VB Nantes              | Paris                               |
| 31e                  | 2017  | Pays d'Aix Venelles    | 3-2 (12-25, 25-17, 22-25, 25-22, 17-15) | Béziers Volley         | Clermont-Ferrand, Maison des Sports |
| 32e                  | 2018  | RC Cannes              | 3-1 (16-25, 25-20, 25-20, 27-25)        | Béziers Volley         | Paris, Stade Pierre-de-Coubertin    |
| 33e                  | 2019  | Saint-Raphaël Var      | 3-1 (20-25, 25-22, 27-25, 25-10)        | VB Nantes              | Mulhouse, Palais des sports         |
| 34e                  | 2020  | Pays d'Aix Venelles    | 3-0 (25-22, 25-18, 25-20)               | Volero Le Cannet       | Cannes, Palais des Victoires        |
| 35e                  | 2021  | ASPTT Mulhouse         | 3-0 (25-20, 25-19, 25-17)               | Istres Provence Volley | Mulhouse, Palais des sports         |
| 36e                  | 2022  | Volero Le Cannet       | 3-1 (25-12, 25-19, 19-25, 25-23)        | RC Cannes              | Paris, Salle Pierre-Charpy          |
| 37e                  | 2023  | Béziers Volley         | 3-2 (25-22, 21-25, 25-17, 15-25, 15-10) | RC Cannes              | Paris, Halle Carpentier             |
| 38e                  | 2024  | Neptunes de Nantes     | 3-0 (25-19, 25-18, 25-20)               | Volley Mulhouse Alsace | Paris, Halle Carpentier             |
| 39e                  | 2025  | Volley Mulhouse Alsace | 3-1 (28-26, 22-25, 25-19, 25-22)        | Neptunes de Nantes     | Chartres, Le Colisée                |

### Palmarès par club
| Rang | Clubs                   | Titres (éditions) | Finales perdues (éditions)                   |
| ---- | ----------------------- | --- | -------------------------------------------- |
| 1    | RC Cannes               | 20 (1996, 1997, 1998, 1999, 2000, 2001, 2003, 2004, 2005, 2006, 2007, 2008, 2009, 2010, 2011, 2012, 2013, 2014, 2016, 2018) | 7 (1988, 1994, 1995, 2002, 2015, 2022, 2023) |
| 2    | RC France               | 4 (1988, 1990, 1992, 1993)                                                                                                  | 2 (1987, 1991)                               |
| 3    | VBC Riom                | 2 (1991, 1995) | 5 (1992, 1993, 1996, 1997, 1998)             |
| 3    | Volley Mulhouse Alsace  | 2 (2021, 2025) | 5 (2000, 2009, 2010, 2012, 2024)             |
| 5    | CSM Clamart             | 2 (1986, 1987) | 1 (1999)                                     |
| 6    | Pays d'Aix Venelles     | 2 (2017, 2020) | 0                                            |
| 7    | Neptunes de Nantes      | 1 (2024) | 4 (2014, 2016, 2019, 2025)                   |
| 8    | ES Le Cannet            | 1 (2015) | 2 (2008, 2011)                               |
| 8    | Béziers Volley          | 1 (2023) | 2 (2017, 2018)                               |
| 10   | SES Calais              | 1 (1994) | 1 (2013)                                     |
| 10   | RC Villebon 91          | 1 (2002) | 1 (2004)                                     |
| 10   | Volero Le Cannet        | 1 (2022) | 1 (2020)                                     |
| 13   | Saint-Raphaël Var       | 1 (2019) | 0                                            |
| 14   | USSP Albi               | 0 | 3 (2001, 2003, 2006)                         |
| 15   | La Rochette Volley      | 0 | 2 (2005, 2007)                               |
| 16   | VGA Saint-Maur          | 0 | 1 (1986)                                     |
| 16   | Courrières Volley Sport | 0 | 1 (1990)                                     |
| 16   | Istres Provence Volley  | 0 | 1 (2021)                                     |

## Statistiques
- Plus grand nombre de victoires pour un club en finale : 20 (RC Cannes)
- Plus grand nombre de participations pour un club à une finale : 27 (RC Cannes)
- Plus grand nombre de victoires consécutives pour un club : 12 (RC Cannes, de 2003 à 2014)
- Plus grand nombre de finales consécutives pour un club : 23 (RC Cannes, de 1994 à 2016)
- Plus grand nombre de défaites pour un club en finale : 7 (RC Cannes)
- Plus grand nombre de défaites consécutives pour un club : 3 (VBC Riom, de 1996 à 1998)
- Nombre de clubs de 2e division ayant disputé une finale : 1 (RC Cannes, en 1988)
- Finaliste relégué en 2e division la même saison : Aucun
- Vainqueur relégué en 2e division la même saison : Aucun
- Clubs ayant gagné toutes les finales qu'ils ont disputé :
  - 2 Pays d'Aix Venelles (2017 et 2020)
  - 1 Saint-Raphaël Var (2019)

Au total, 5 clubs ont échoué en finale de la Coupe de France, sans l'avoir jamais gagnée.
- 3 finales :
  - USSP Albi (2001, 2003, 2006)
- 2 finales :
  - La Rochette Volley (2005, 2007)
- 1 finale :
  - Courrières Volley Sport (1990)
  - Istres Provence Volley (2021)
  - VGA Saint-Maur (1986)